# نساهوالکیوتل

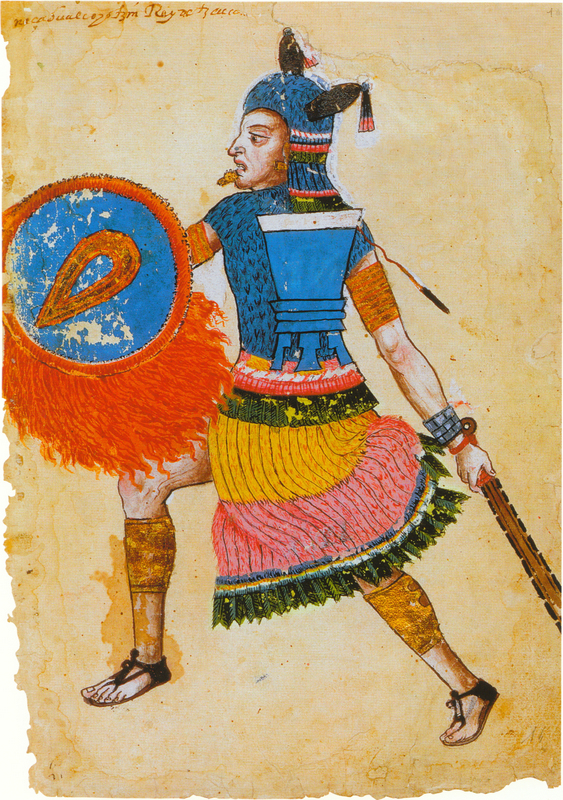
نقاشی نزاهوالکیوتل، نشان داده شده در (مستندات Ixtlilxochitl" (fol. 106r"، تقریباً یک قرن پس از مرگ او

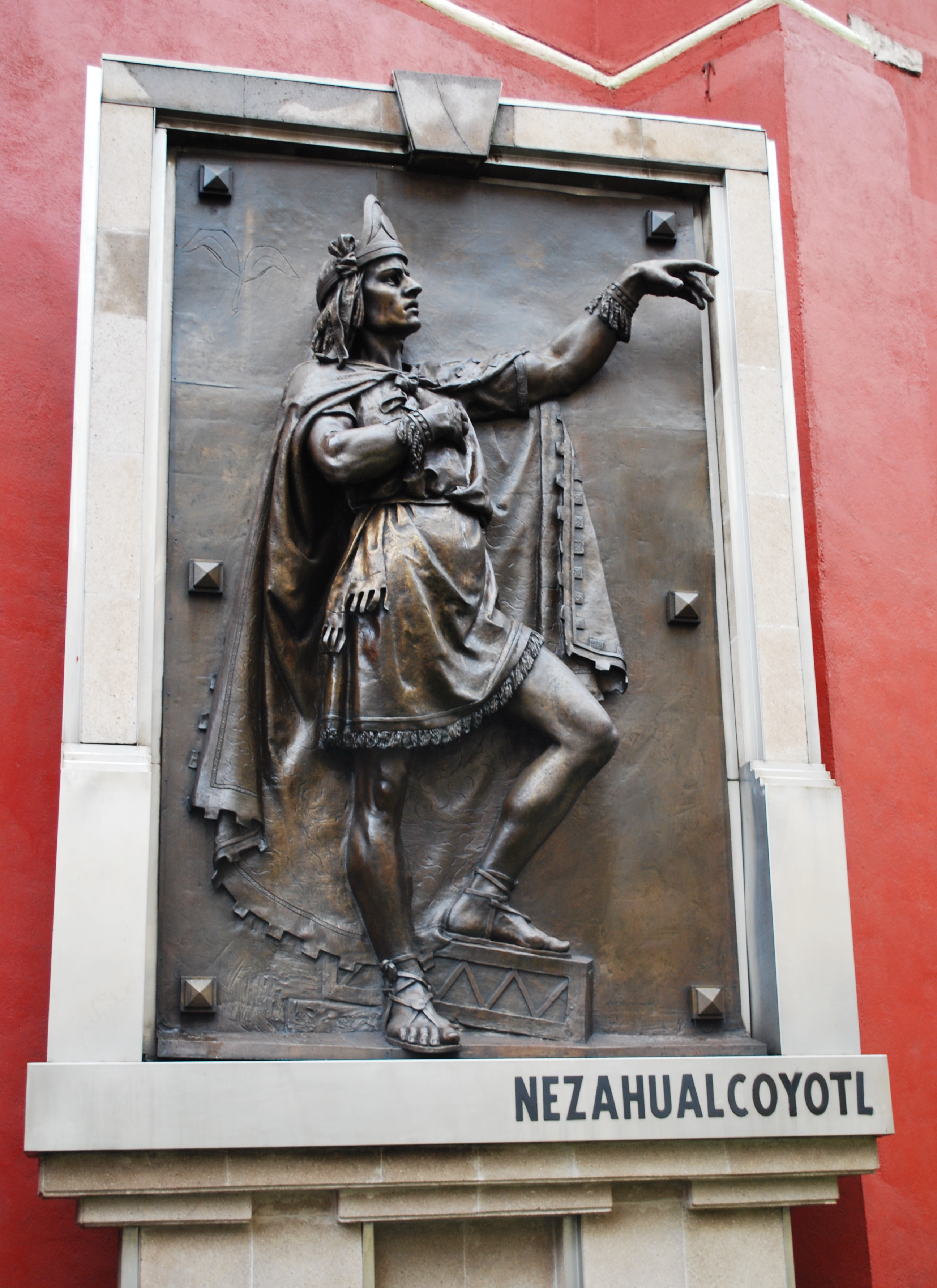
مجستمه نزاهوالکیوتل

نزاهوالکیوتل (نهواتل کلاسیک: Nezahualcoyōtl، تلفظ [nesawaɬkojo : tɬ]، برگردان آن به فارسی "کایوتی که در روزه به سر میبرد" یا "کایوتی که روزه است". ( ۲۸ آوریل۱۴۰۲ - ۴ ژوئن ۱۴۷۲ میلادی / ۷ اردیبهشت ۷۸۱ - ۱۴ خرداد ۸۵۱ خورشیدی) فیلسوف، جنگجو، معمار، شاعر و سخنگوی (به نهواتل کلاسیک: تلاتوانی (tlatoani) برگردان به فارسی: سخنگو یا پادشاه) شهر "دولت" تکسکوکو "Texcoco" در مکزیک پیش کلمبیایی بود. بر خلاف دیگر چهره های مکزیکی در مکزیک پیش کلمبیایی با مقامهایی بالا، نزاهوالکیوتل آزتک نیست، او از مردم اکولهوا (Acolhua) نژاد دیگری از مردم نآهوان (Nahuan) که در بخش خاوری دره مکزیک زندگی می کردند (سمت خاوری دریاچه تکسکوکو) است. 

## یادبود
چهره نزاهوالکیوتل امروزه بر روز اسکناسهای ۱۰۰ پزوسی مکزیک است. این نما همراه با یکی از شعرهای او است.
|  |

### شعر نزاهوالکیوتل بر رویی اسکناس ۱۰۰ پزوسی
شعر نزاهوالکیوتل بر رویی اسکناس ۱۰۰ پزوسی به زبان اسپانیایی نوشته شده. 
| برگردان به فارسی: |  |  |  |  | اسپانیایی: |
| --- |  |  |  |  | --- |
| من عاشق آهنگ آوای سنسونتله هستم پرنده ای با چهار صد آوا، من عاشق رنگ یشم سبز هستم و همچنین بوی مست کنندهٔ گلها ، اما بیشتر از همه عاشق برادرم هستم، انسان. |  |  |  |  | Amo el canto del zenzontle Pájaro de cuatrocientas voces, Amo el color del jade Y el enervante perfume de las flores, Pero más amo a mi hermano, el hombre. |